# Campeonato Mundial de Atletismo de 2009 - Salto em distância masculino
O salto em distância masculino do Campeonato Mundial de Atletismo de 2009 teve sua fase qualificatória em 20 de agosto e final em 22 de agosto no Olympiastadion, em Berlim.

## Recordes
Antes desta competição, os recordes mundiais e do campeonato nesta prova eram os seguintes:
| Tipo                  | Atleta      | Distância | Local  | Data                 | Ref |
| --------------------- | ----------- | --------- | ------ | -------------------- | --- |
|                       | Mike Powell | 8.95      | Tóquio | 30 de agosto de 1991 | ver |
| Recorde do campeonato | Mike Powell | 8.95      | Tóquio | 30 de agosto de 1991 | ver |

## Medalhistas
| Ouro                  | Prata                        | Bronze              |
| Dwight Phillips (USA) | Godfrey Khotso Mokoena (RSA) | Mitchell Watt (AUS) |

## Resultados

### Eliminatórias
Estes são os resultados das eliminatórias. Os 45 atletas inscritos foram divididos em dois grupos, se classificando para a final os saltadores que atingissem 8,15m (Q) ou, no mínimo, doze atletas com as melhores marcas (q).

#### Grupo A
| Pos. | Atleta                          | #1   | #2   | #3   | Res.     | Notas                |
| ---- | ------------------------------- | ---- | ---- | ---- | -------- | -------------------- |
| 1    | USA Dwight Phillips             | 8.44 |      |      | 8.44 (Q) |                      |
| 2    | AUS Mitchell Watt               | 8.14 | x    | -    | 8.14 (q) |                      |
| 3    | GBR Christopher Tomlinson       | 8.06 | 8.02 | 8.00 | 8.06 (q) |                      |
| 4    | GRE Loúis Tsátoumas             | 8.01 | 7.98 | 7.86 | 8.01 (q) |                      |
| 5    | CHN Jinzhe Li                   | 8.01 | 7.92 | 7.90 | 8.01     |                      |
| 6    | FIN Tommi Evilä                 | x    | 7.84 | 8.01 | 8.01     |                      |
| 7    | KOR Deokhyeon Kim               | 7.62 | 7.89 | 7.99 | 7.99     |                      |
| 8    | UKR Viktor Kuznyetsov           | 7.98 | 7.87 | 7.95 | 7.98     |                      |
| 9    | GER Sebastian Bayer             | 7.98 | x    | x    | 7.98     |                      |
| 10   | FRA Kafétien Gomis              | 7.82 | 7.90 | 7.68 | 7.90     |                      |
| 11   | JAM Alain Bailey                | 7.63 | 7.70 | 7.88 | 7.88     |                      |
| 12   | UKR Andriy Makarchev            | x    | 7.68 | 7.87 | 7.87     |                      |
| 13   | ESP Luis Felipe Méliz           | 7.87 | x    | x    | 7.87     | Recorde da temporada |
| 14   | NAM Stephan Louw                | x    | 7.74 | 7.69 | 7.74     |                      |
| 15   | RUS Aleksandr Menkov            | 7.72 | x    | x    | 7.72     |                      |
| 16   | CUB Ibrahin Camejo              | 7.69 | 7.71 | 7.57 | 7.71     |                      |
| 17   | CZE Štepán Wagner               | 7.52 | 7.68 | 7.49 | 7.68     |                      |
| 18   | KSA Mohamed Salman Al Khuwalidi | x    | 7.37 | 7.66 | 7.66     | Recorde da temporada |
| 19   | BUL Nikolay Atanasov            | 7.63 | x    | x    | 7.63     |                      |
| 20   | ECU Hugo Chila                  | 7.29 | 7.54 | -    | 7.54     |                      |
| 20   | KAZ Konstantin Safronov         | x    | 7.54 | 7.29 | 7.54     |                      |
| 22   | JPN Daisuke Arakawa             | 7.39 | 7.50 | 7.53 | 7.53     |                      |
|      | PHI Henry Dagmil                | x    | x    | x    | NM       |                      |

#### Grupo B
| Pos. | Atleta                     | #1   | #2   | #3   | Res.     | Notas                |
| ---- | -------------------------- | ---- | ---- | ---- | -------- | -------------------- |
| 1    | GBR Greg Rutherford        | 8.30 |      |      | 8.30 (Q) | Recorde nacional     |
| 2    | RSA Godfrey Khotso Mokoena | x    | 8.29 |      | 8.29 (Q) |                      |
| 3    | PAN Irving Saladino        | 8.00 | 8.16 |      | 8.16 (Q) |                      |
| 4    | AUS Fabrice Lapierre       | 8.14 | -    | -    | 8.14 (q) |                      |
| 5    | USA Brian Johnson          | x    | 7.94 | 8.09 | 8.09 (q) |                      |
| 6    | MAR Yahya Berrabah         | 8.08 | x    | x    | 8.08 (q) |                      |
| 7    | FRA Salim Sdiri            | 7.88 | x    | 8.04 | 8.04 (q) |                      |
| 8    | BOT Gable Garenamotse      | 7.81 | 8.03 | 8.01 | 8.03 (q) |                      |
| 9    | KSA Hussein Taher Al-Sabee | 7.89 | 7.99 | x    | 7.99     |                      |
| 10   | SEN Ndiss Kaba Badji       | 7.95 | 7.98 | 7.61 | 7.98     |                      |
| 11   | JAM Nicholas Gordon        | x    | 7.72 | 7.92 | 7.92     |                      |
| 12   | UKR Olexiy Lukashevych     | x    | 7.87 | 6.18 | 7.87     |                      |
| 13   | CZE Roman Novotný          | x    | 7.86 | x    | 7.86     |                      |
| 14   | NGR Stanley Gbagbeke       | 7.82 | x    | x    | 7.82     |                      |
| 15   | SWE Michel Tornéus         | 7.78 | 7.63 | 7.78 | 7.78     |                      |
| 16   | DEN Morten Jensen          | 7.69 | 7.75 | 7.71 | 7.75     |                      |
| 17   | BER Tyrone Smith           | 7.62 | 7.72 | 7.71 | 7.72     |                      |
| 18   | GER Nils Winter            | x    | x    | 7.69 | 7.69     |                      |
| 19   | USA Miguel Pate            | x    | x    | 7.61 | 7.61     |                      |
| 20   | ISR Yochai Halevi          | 7.42 | 7.39 | x    | 7.42     | Recorde da temporada |
|      | DOM Carlos Jorge           | x    | x    | x    | NM       |                      |
|      | VIN Clayton Latham         | x    | x    | x    | NM       |                      |

### Final
Estes são os resultados da final:
| Pos               | Atleta                     | #1   | #2   | #3   | #4   | #5   | #6   | Res. | Notas |
| ----------------- | -------------------------- | ---- | ---- | ---- | ---- | ---- | ---- | ---- | ----- |
| Medalha de ouro   | USA Dwight Phillips        | 8.40 | 8.54 | 8.37 | 8.25 | -    | X    | 8.54 |       |
| Medalha de prata  | RSA Godfrey Khotso Mokoena | X    | 8.47 | 8.31 | 8.19 | X    | X    | 8.47 |       |
| Medalha de bronze | AUS Mitchell Watt          | 8.28 | X    | X    | X    | 8.37 | X    | 8.37 |       |
| 4                 | AUS Fabrice Lapierre       | 8.21 | 7.77 | 8.19 | X    | 8.21 | 8.20 | 8.21 |       |
| 5                 | GBR Greg Rutherford        | 7.83 | 7.96 | X    | 8.05 | 8.15 | 8.17 | 8.17 |       |
| 6                 | FRA Salim Sdiri            | 7.78 | X    | 7.99 | 8.07 | 7.92 | 7.83 | 8.07 |       |
| 7                 | BOT Gable Garenamotse      | 8.06 | 8.04 | X    | 7.77 | 7.83 | 7.69 | 8.06 |       |
| 8                 | GBR Christopher Tomlinson  | 8.02 | 7.93 | 7.93 | 7.66 | 8.06 | 8.02 | 8.06 |       |
| 9                 | USA Brian Johnson          | 6.30 | X    | 7.86 |      |      |      | 7.86 |       |
| 10                | MAR Yahya Berrabah         | 5.91 | X    | 7.83 |      |      |      | 7.83 |       |
| 11                | GRE Loúis Tsátoumas        | X    | 7.59 | X    |      |      |      | 7.59 |       |
|                   | PAN Irving Saladino        | X    | X    | X    |      |      |      | NM   |       |

Legenda
| Recorde mundial       | Recorde mundial (World record)               |                       | Recorde africano                      | Recorde africano (African) |                                           | Q | Classificado por posição (Qualified) |
| Recorde do campeonato | Recorde do campeonato (Championship record)  | Recorde da América    | Recorde da América (Americas)         | q                          | Classificado por melhor tempo (Qualified) |   |                                      |
| Melhor marca do ano   | Melhor marca do ano (World leading)          | Recorde asiático      | Recorde asiático (Asian)              | DNS                        | Não largou (Did not start)                |   |                                      |
| Recorde nacional      | Recorde nacional (National record)           | Recorde europeu       | Recorde europeu (European)            | DNF                        | Não terminou (Did not finish)             |   |                                      |
| Recorde pessoal       | Recorde pessoal do atleta (Personal best)    | Recorde da Oceania    | Recorde da Oceania (Oceania)          | DSQ / DQ                   | Desclassificado (Disqualified)            |   |                                      |
| Recorde da temporada  | Recorde da temporada do atleta (Season best) | Recorde sul-americano | Recorde sul-americano (South America) | NM                         | Sem marca (No mark)                       |   |                                      |